# Švýcarsko na Letních olympijských hrách 1952
Švýcarsko se účastnilo Letní olympiády 1952 ve finských Helsinkách. Zastupovalo ho 157 sportovců (148 mužů a 9 žen) v 17 sportech.

## Medailisté
| Medaile | Jméno | Sport                | Soutěž                        |
| ------- | --- | -------------------- | ----------------------------- |
| Zlato   | Jack Günthard | Sportovní gymnastika | Muži hrazda                   |
| Zlato   | Hans Eugster | Sportovní gymnastika | Muži bradla                   |
| Stříbro | Fritz Schwab | Atletika             | Muži chůze na 10 km           |
| Stříbro | Henri Chammartin Gustav Fischer Gottfried Trachsel                                                                            | Jezdectví            | Drezura – družstva            |
| Stříbro | Josef Stalder | Sportovní gymnastika | Muži hrazda                   |
| Stříbro | Hans Eugster Ernst Fivian Ernst Gebendinger Jack Günthard Hans Schwarzentruber Josef Stalder Melchior Thalmann Jean Tschabold | Sportovní gymnastika | Družstvo mužů                 |
| Stříbro | Enrico Bianchi Émile Ess Walter Leiser Heinrich Scheller Karl Weidmann                                                        | Veslování            | Muži čtyřka s kormidelníkem   |
| Stříbro | Robert Bürchler | Sportovní střelba    | Muži 300 m pistole tři pozice |
| Bronz   | Oswald Zappelli | Šerm                 | Muži kord – jednotlivci       |
| Bronz   | Paul Barth Willy Fitting Paul Meister Otto Rüfenacht Mario Valota Oswald Zappelli                                             | Šerm                 | Družstvo mužů kord            |
| Bronz   | Hans Kalt Kurt Schmid | Veslování            | Muži dvojka bez kormidelníka  |
| Bronz   | Josef Stalder | Sportovní gymnastika | Muži víceboj – jednotlivci    |
| Bronz   | Josef Stalder | Sportovní gymnastika | Muži bradla                   |
| Bronz   | Hans Eugster | Sportovní gymnastika | Muži kruhy                    |